# Saturniídeos

## Mariposas da Família Saturniidae
Características Morfológicas e Biológicas
A família Saturniidae constitui um grupo de mariposas noturnas pertencente à ordem Lepidoptera, classe Insecta. Embora a maioria das espécies seja noturna ou atue durante o crepúsculo, algumas são ativas durante o dia .  
A família Saturniidae inclui mariposas de grande porte, com envergaduras alares médias a grandes e corpos robustos, cobertos por escamas semelhantes a cerdas . Suas asas apresentam padrões de coloração variados, com manchas ocelares que possivelmente ajudam na defesa contra predadores . Os Saturniídeos se destacam pela antena com flagelômero distal em forma de cone e pelo dimorfismo sexual nas pernas anteriores, com fêmeas possuindo estruturas dentiformes no quarto tarsômero . As mariposas dessa família têm probóscide atrofiada, o que as impede de se alimentar na fase adulta, dependendo das reservas energéticas do estágio larval e reduzindo seu tempo de vida .
Ciclo de Vida
O ciclo de vida dos Saturnídeos é composto por quatro estágios: ovo, larva, pupa e adulto. As larvas possuem espinhos ou cerdas urticantes que liberam toxinas perigosas, podendo causar síndrome hemorrágica (gênero Lonomia) ou dermatite urticante (gênero Hylesia) . Elas têm aparelho bucal mastigador e se alimentam de folhas de baixo valor nutricional, acumulando energia no estágio larval . Na fase de pupa, algumas larvas deixam a planta hospedeira e podem construir casulos de seda, que são utilizados na produção comercial de seda .
Importância Ecológica
Os Saturniídeos são utilizados como bioindicadores, desempenhando papéis importantes na cadeia alimentar, na manutenção de agentes biológicos e na variabilidade populacional das plantas . Além disso, são relevantes para o monitoramento de ecossistemas, estudos de sazonalidade e comparações em diferentes escalas espaciais .
Distribuição Geográfica e Diversidade
A família Saturniidae é cosmopolita e possui ampla distribuição geográfica, subdividindo-se em nove subfamílias: Arsenurinae, Ceratocampinae, Hemileucinae, Agliinae, Ludiinae, Salassinae, Saturniinae, Oxyteninae e Cercophaninae . No Brasil, ocorrem apenas cinco subfamílias: Arsenurinae, Ceratocampinae, Hemileucinae, Oxyteninae e Saturniinae .
Existem registros de 2.349 espécies e 169 gêneros dentro da Saturniidae, tornando-a a mais diversificada dentro da superfamília Bombycoidea . Na região Neotropical, o grupo é amplamente representado, com 860 espécies, das quais 466 ocorrem no Brasil e 147 na Amazônia .

## Taxonomia
A lista a seguir organiza as subfamílias.
- Subfamília Oxyteninae
  - Asthenidia Westwood, 1879
  - Draconipteris
  - Eusyssaura 
  - Homoeopteryx 
  - Lycabis
  - Neohomoeopteryx Brosch & Naumann, 2005
  - Oxytenis Hübner, 1819
  - Teratopteris
  - Therinia Hübner, [1823]
- Subfamília Cercophaninae (4 gêneros, 10 espécies)
  - Cercophana C. Felder, 1862
  - Janiodes Jordan, 1924
  - Microdulia Jordan, 1924
  - Neocercophana Izquierdo, 1895
- Subfamília Arsenurinae (10 gêneros, 60 espécies, Neotropicais)
  - Almeidaia Travassos, 1937
  - Arsenura Duncan [& Westwood], 1841
  - Caio Travassos & Noronha, 1968
  - Copiopteryx Duncan [& Westwood], 1841
  - Dysdaemonia Hübner, 1819
  - Grammopelta Rothschild, 1907
  - Loxolomia Maassen, 1869
  - Paradaemonia Bouvier, 1925
  - Rhescyntis Hübner, 1819
  - Titaea Hübner, 1823
- Subfamília Ceratocampinae (27 gêneros, 170 espécies, Americanas)
  - Adeloneivaia Travassos, 1940
  - Adelowalkeria Travassos, 1941
  - Almeidella Oiticica, 1946
  - Anisota Hübner, 1820
  - Bathyphlebia Felder, 1874
  - Ceratesa Michener, 1949
  - Ceropoda Michener, 1949
  - Cicia Oiticica, 1964
  - Citheronia Hübner, 1819
  - Citheronioides Lemaire, 1988
  - Citheronula Michener, 1949
  - Citioica Travassos & Noronha, 1965
  - Dacunju Travassos & Noronha, 1965
  - Dryocampa Harris, 1833
  - Eacles Hübner, 1819
  - Giacomellia Bouvier, 1930
  - Jaiba Lemaire, Tangerini & Mielke, 1999
  - Megaceresa Michener, 1949
  - Mielkesia Lemaire, 1988
  - Neorcarnegia Draudt, 1930
  - Oiticella Michener, 1949
  - Othorene Boisduval, 1872
  - Procitheronia Michener, 1949
  - Psigida Oiticica, 1959
  - Psilopygida Michener, 1949
  - Psilopygoides Michener, 1949
  - Ptiloscola Michener, 1949
  - Rachesa Michener, 1949
  - Schausiella Bouvier, 1930
  - Scolesa Michener, 1949
  - Syssphinx Hübner, 1819
- Subfamília Hemileucinae (51 gêneros, 630 espécies, Americanas)

- - Adetomeris Michener, 1949
  - Ancistrota Hübner, 1819
  - Arias Lemaire, 1995
  - Automerella Michener, 1949
  - Automerina Michener, 1949
  - Automeris Hübner, 1819
  - Automeropsis Lemaire, 1969
  - Callodirphia Michener, 1949
  - Catacantha Bouvier, 1930
  - Catharisa Jordan, 1911
  - Cerodirphia Michener, 1949
  - Cinommata Butler, 1882
  - Coloradia Blake, 1863
  - Dihirpa Draudt, 1929
  - Dirphia Hübner, 1819
  - Dirphiella Michener, 1949
  - Dirphiopsis Bouvier, 1928
  - Erythromeris Lemaire, 1969
  - Eubergia Bouvier, 1929
  - Eubergioides Michener, 1949
  - Eudyaria Dyar, 1898
  - Gamelia Hübner, 1819
  - Gamelioides Lemaire, 1988
  - Heliconisa Walker, 1855
  - Hemileuca Walker, 1855
  - Hirpida Draudt, 1929
  - Hispaniodirphia Lemaire, 1999
  - Hylesia Hübner, 1820
  - Hylesiopsis Bouvier, 1929
  - Hyperchiria Hübner, 1819
  - Hyperchirioides Lemaire, 1981
  - Hypermerina Lemaire, 1969
  - Ithomisa Oberthür, 1881
  - Kentroleuca Draudt, 1930
  - Leucanella Lemaire, 1969
  - Lonomia Walker, 1855
  - Meroleuca Packard, 1904
  - Meroleucoides Michener, 1949
  - Molippa Walker, 1855
  - Ormiscodes Blanchard, 1852
  - Paradirphia Michener, 1949
  - Periga Walker, 1855
  - Periphoba Hübner, [1820]
  - Polythysana Walker, 1855
  - Prohylesia Draudt, 1929
  - Pseudautomeris Lemaire, 1967
  - Pseudodirphia Bouvier, 1928
  - Rhodirphia Michener, 1949
  - Travassosula Michener, 1949
  - Xanthodirphia Michener, 1949

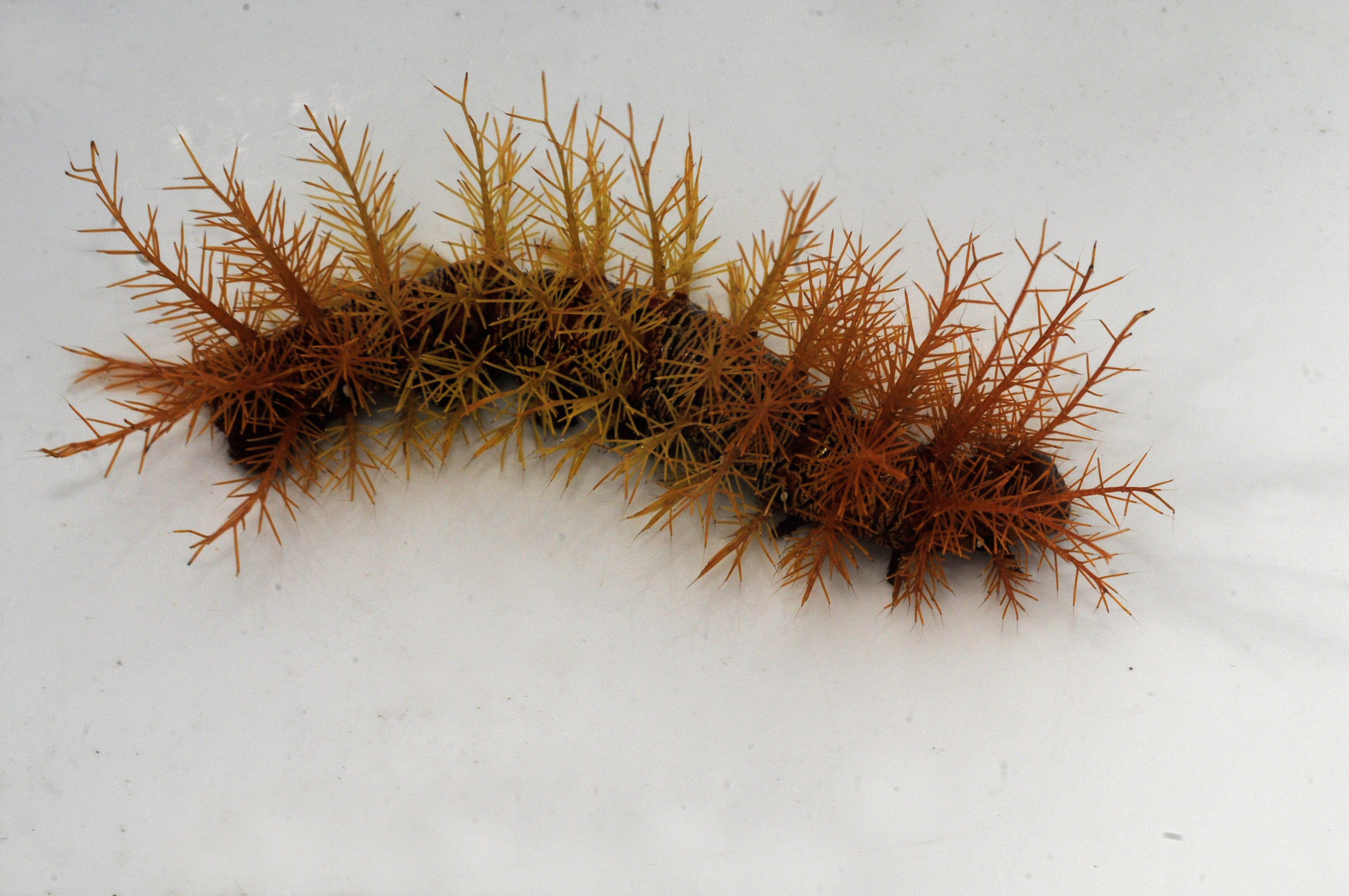
Lagarta de fogo ou taturana (Leucanella splendens) encontrada no litoral de Salvador, Bahia.

- Subfamília Agliinae (1 gênero, 3 espécies)
  - Aglia Ochsenheimer, 1810
- Subfamília Ludiinae (em disputa) (8 gêneros, Africa)
  - Campimoptilum Karsch, 1896
  - Carnegia Holland, 1896
  - Goodia  Holland, 1893
  - Ludia Wallengren, 1865
  - Orthogonioptelum Karsch, 1893
  - Pseudoludia Bouvier, 1927
  - Vegetia Jordan, 1922
  - Yatanga Darge, 2008
- Subfamília Salassinae (1 gênero, 12 espécies, trópicais)
  - Salassa Moore, 1859
- Subfamília Saturniinae (59 gêneros, 480 espécies, trópicos e regiões temperadas do mundo)
  - Actias Leach 1815
  - Adafroptilum Darge, 2004
  - Agapema Neumoegen & Dyar, 1894
  - Antheraea Hübner, 1819
  - Antheraeopsis Wood-Mason, 1886
  - Antherina Leach, 1815
  - Antistathmoptera Tams, 1935
  - Argema Wallengren, 1858
  - Archaeoattacus Watson in Packard, 1914
  - Athletes Karsch, 1896
  - Attacus Linnaeus, 1767
  - Aurivillius Packard, 1902
  - Bunaea Hübner, 1819
  - Bunaeopsis Bouvier, 1927
  - Caligula Moore, 1862
  - Calosaturnia Smith, 1886
  - Callosamia Packard, 1864
  - Ceranchia Butler, 1878
  - Cinabra Sonthonnax, 1901
  - Cirina Walker, 1855
  - Copaxa Walker, 1855
  - Coscinocera Butler, 1879
  - Cricula Walker, 1855
  - Decachorda Aurivillius, 1898
  - Eochroa Felder, 1874
  - Eosia Lecerf, 1911
  - Epiphora Wallengren, 1860
  - Eudaemonia Hübner, 1819
  - Eupackardia Cockerell, 1912
  - Gonimbrasia Butler, 1878
  - Graellsia Grote, 1896
  - Gynanisa Walker, 1855
  - Heniocha Hübner, [1819]
  - Holocerina Pinhey, 1956
  - Hyalophora Duncan [& Westwood], 1841
  - Imbrasia Hübner, 1819
  - Lemaireia Nässig & Holloway, 1987
  - Leucopteryx Packard, 1901
  - Lobobunaea Packard, 1901
  - Loepa Moore, [1860]
  - Loepantheraea Toxopeus, 1940
  - Maltagorea Bouyer, 1993
  - Melanocera Sonthonnax, 1901
  - Micragone Walker, 1855
  - Neodiphthera Fletcher, 1982
  - Nudaurelia Rothschild, 1895
  - Opodiphthera Wallengren, 1858
  - Pararhodia Cockerell, 1914
  - Parusta Rothschild, 1907
  - Perisomena Walker, 1855
  - Protogynanisa Rougeot, 1971
  - Pselaphelia Aurivillius, 1904
  - Pseudantheraea Weymer, 1892
  - Pseudaphelia Kirby, 1892
  - Pseudimbrasia Rougeot, 1962
  - Pseudobunaea Strand, 1911
  - Rhodinia Staudinger, 1892
  - Rinaca Moore, 1862
  - Rohaniella Bouvier, 1927
  - Rothschildia Grote, 1896
  - Samia Hübner, [1819]
  - Saturnia Schrank, 1802
  - Sinobirma Bryk, 1944
  - Solus Watson, 1913
  - Syntherata Maassen, [1873]
  - Tagoropsis Felder, 1874
  - Ubaena Karsch, 1900
  - Urota Westwood, 1849
  - Usta Wallengren, 1863